# Heinz Müller (1978)
Helmut Paul Heinz Müller (* 30. května 1978, Frankfurt nad Mohanem, NSR) je německý fotbalový brankář, v současnosti bez angažmá.
Mimo Německa působil v Norsku a Anglii.

## Klubová kariéra
Po skončení sezóny 2013/14 se stal v červenci volným hráčem, klub 1. FSV Mainz 05 s ním neprodloužil smlouvu. Koncem října 2014 trénoval s týmem FC Bayern Mnichov, který řešil po zranění brankářů Pepe Reiny a Toma Starka post brankářské dvojky.